# Regina Kraushaar

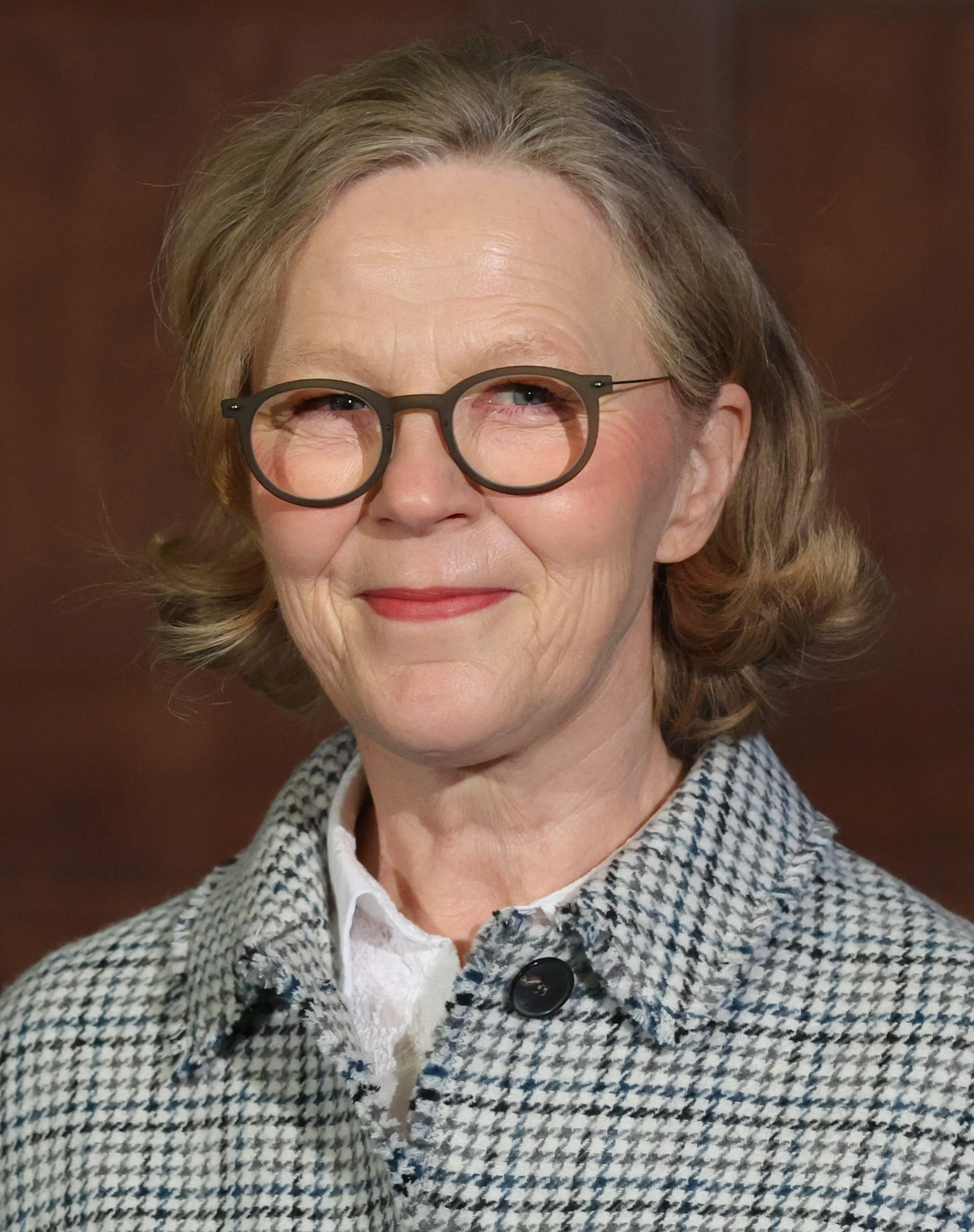
Regina Kraushaar (2024)

Regina Kraushaar (* 7. April 1964 in Dohna) ist eine deutsche Politikerin (CDU). Seit Dezember 2024 ist sie Sächsische Staatsministerin für Infrastruktur und Landesentwicklung. Zuvor war sie von Dezember 2017 bis Dezember 2019 Staatssekretärin im Sächsischen Staatsministerium für Soziales und Verbraucherschutz und von März 2020 bis Dezember 2024 Präsidentin der Landesdirektion Sachsen.

## Leben
Kraushaar absolvierte ein Studium an der Medizinischen Fachschule der Medizinischen Akademie „Carl Gustav Carus“ in Dresden, welches sie 1983 als Physiotherapeutin abschloss. Ein weiteres Studium der Sozialarbeit/Sozialpädagogik an der Evangelischen Hochschule für Soziale Arbeit Dresden beendete sie 1996 als Diplom-Sozialpädagogin (FH). Zwischen 1989 und 1998 übte sie verschiedene Praxistätigkeiten als Physiotherapeutin und Sozialpädagogin aus, ehe sie 1998 Landesgeschäftsführerin des Landesverbandes Sachsen der Deutschen Multiple Sklerose Gesellschaft wurde. 1999 übernahm sie den Posten der Landesgeschäftsführerin im Landesverband Sachsen des Deutschen Paritätischen Wohlfahrtsverbandes.
2006 wurde Kraushaar Abteilungsleiterin Jugend und Familie, Integration und Teilhabe im Sächsischen Staatsministerium für Soziales und Verbraucherschutz, wechselte zum 20. August 2012 in das Bundesministerium für Familie, Senioren, Frauen und Jugend und wurde dort, als Nachfolgerin von Lutz Stroppe, Abteilungsleiterin Kinder und Jugend. Im März 2014 wurde sie Abteilungsleiterin Pflegesicherung und Prävention im Bundesministerium für Gesundheit.

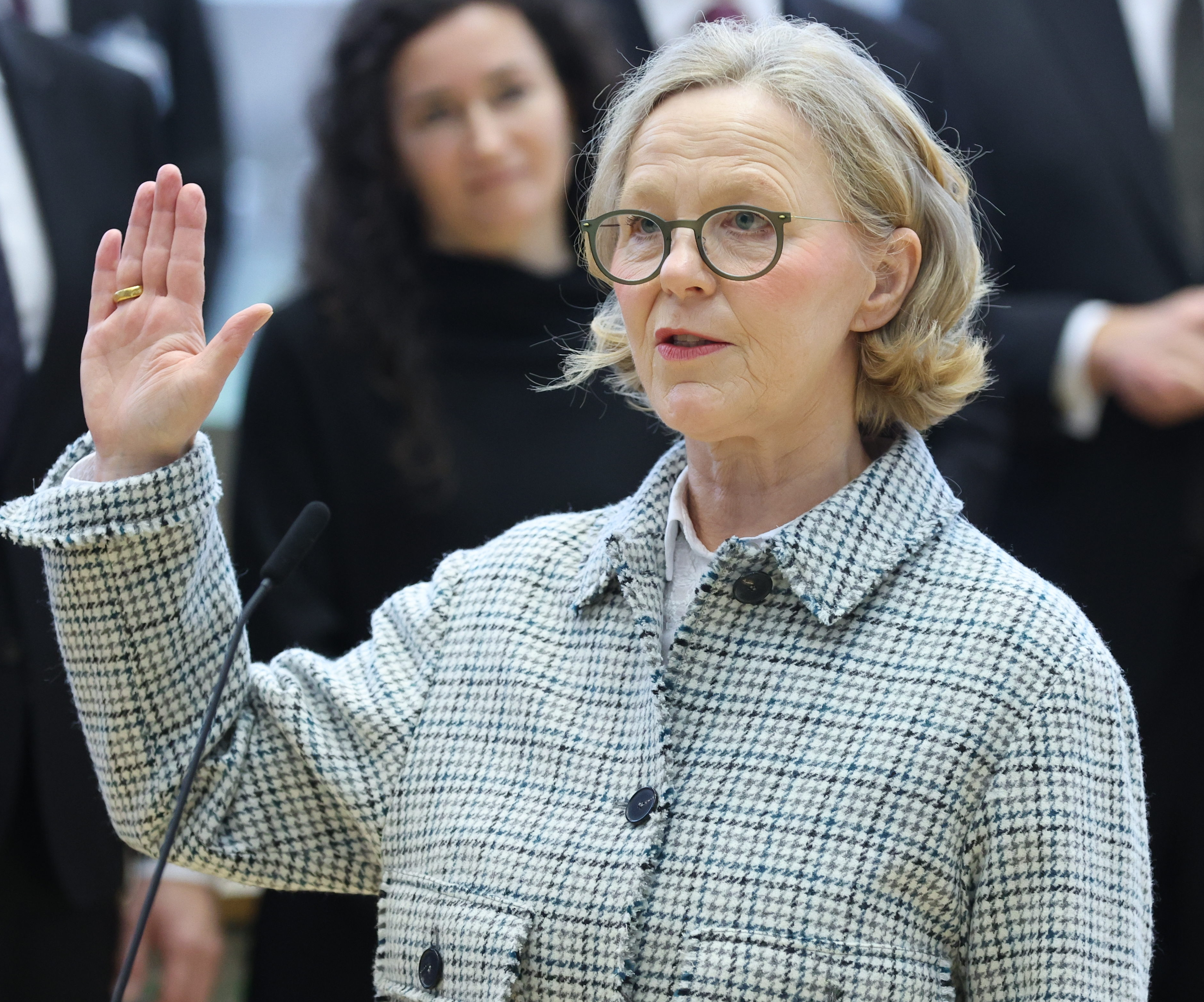
Kraushaar bei ihrer Vereidigung als Minister im Sächsischen Landtag (2024)

Am 18. Dezember 2017 wurde Regina Kraushaar im Zuge der Kabinettsbildung (Kabinett Kretschmer I) des neuen sächsischen Ministerpräsidenten Michael Kretschmer von Staatsministerin Barbara Klepsch zur Staatssekretärin im Sächsischen Staatsministerium für Soziales und Verbraucherschutz ernannt. Sie wurde damit Nachfolgerin von Andrea Fischer, die diesen Posten im Kabinett Tillich III innehatte. Mit der Bildung des Kabinetts Kretschmer II am 20. Dezember 2019 schied sie als Staatssekretärin aus. Zum 2. März 2020 übernahm sie die Leitung der Landesdirektion Sachsen.
Am 19. Dezember 2024 wurde Kraushaar von Ministerpräsident Kretschmer in das Amt der Staatsministerin für Infrastruktur und Landesentwicklung im Kabinett Kretschmer III berufen.
Kraushaar ist verheiratet und Mutter zweier Kinder.